# فوکر وی.۷
فوکر وی.۷ (انگلیسی: Fokker V.7) یک هواپیمای ساخت فوکر است .